# Euchloe ausonides
Euchloe ausonides is een vlindersoort uit de familie van de Pieridae (witjes), onderfamilie Pierinae.
Euchloe ausonides werd in 1852 beschreven door Lucas.